# Ulrich Suerbaum
Ulrich Suerbaum (* 2. November 1926 in Osnabrück; † 18. Mai 2022 in Bochum) war ein deutscher Anglist.

## Leben
Suerbaum studierte nach seiner Rückkehr aus der Kriegsgefangenschaft in den USA und England ab 1948 Anglistik, Klassische Philologie und Philosophie an der Universität Münster. Er promovierte mit der 1958 erschienenen Dissertation Die Lyrik der Korrespondenzen – Cowleys Bildkunst und die Tradition der englischen Renaissancedichtung und habilitierte sich nach Auslandsaufenthalten in Sheffield und an der Johns-Hopkins-Universität (Baltimore, USA). 1963 nahm er einen Ruf auf den Lehrstuhl für englische Philologie an die neu gegründete Ruhr-Universität Bochum an und war damit der erste ordentliche Professor dieser Universität, an der er bis zu seiner Emeritierung 1992 lehrte.
Suerbaum war seit 1965 Mitglied der Deutschen Shakespeare-Gesellschaft West mit Sitz in Bochum, als Vorsitzender des Geschäftsführenden Ausschusses der Gesellschaft West und schließlich seit 1987 als Präsident bis zum Zusammenschluss der Gesellschaften in West und Ost 1993. Er war maßgeblich an der Vorbereitung der Verschmelzung (1993) der seit 1963 getrennten Shakespeare-Gesellschaften im Westen (Sitz Bochum) und im Osten (Sitz Weimar) beteiligt.
Ulrich Suerbaums jüngerer Bruder Werner Suerbaum ist Altphilologe, sein älterer Sohn Sebastian Suerbaum ist Mikrobiologe, sein jüngerer Sohn Joachim Suerbaum Jurist.

## Forschungsschwerpunkte
Ein Schwerpunkt der Forschungsarbeiten von Suerbaum waren die Werke von William Shakespeare und das Elisabethanische Zeitalter, in dem Shakespeare lebte. Er war einer der Initiatoren einer modernen, philologisch fundierten Prosa-Übersetzung der Dramen Shakespeares. Der „Englisch-deutschen Studienausgabe der Dramen Shakespeares“, die er über Jahrzehnte als Herausgeber förderte, steuerte er 2004 zusammen mit seiner Frau Margarete Suerbaum den Band The Tempest - Der Sturm bei. Als Anerkennung dafür wurde ihm 2007 der Max Geilinger-Preis verliehen. Weiterhin beschäftigte er sich intensiv mit modernen Literaturgattungen wie dem Kriminalroman und der Science-Fiction.

## Werke (Auswahl)
- Der Shakespeare-Führer. Reclam, Ditzingen 2006, ISBN 3-15-017663-8, 3. rev. Auflage 2015, ISBN 978-3-15-020395-8.
- Das elisabethanische Zeitalter. Reclam, Ditzingen 1989, ISBN 3-15-008622-1.
- Shakespeares Dramen. UTB, Stuttgart 2001, ISBN 3-8252-1907-0.
- Krimi. Eine Analyse der Gattung. Reclam, Ditzingen 1984, ISBN 3-15-010331-2.
- The Tempest/Der Sturm. (von William Shakespeare, übersetzt und kommentiert von Margarete und Ulrich Suerbaum). Stauffenburg Verlag, Tübingen 2004, ISBN 3-86057-564-3.
- Science Fiction. Reclam, Stuttgart 1981, ISBN 3-15-010304-5.

## Ehrungen und Auszeichnungen
- 2007: Geilinger-Preis der Max Geilinger-Stiftung[4]
- 1999: Ehrenring der Stadt Bochum[5][6]

## Einzelbelege
1. ↑  Traueranzeigen von Ulrich Suerbaum | Frankfurter Allgemeine Lebenswege. Abgerufen am 28. Mai 2022 (deutsch).
2. ↑  Druckausgabe Die Zeit No. 23 vom 2. Juni 2022 Traueranzeige der Deutschen Shakespeare-Gesellschaft
3. ↑  Werner Suerbaum: Bilder zu Vergils Aeneis als Beilage zu Millionen von Liebig’s Fleischtöpfen. Zu einer populären Informationsquelle im 19./20. Jh. für römische Literaten. In: Antike und Abendland. Band 58, Heft 1 (Nov 2012), S. 86–131, DOI:10.1515/anti.2012.58.1.86, hier: S. 123.
4. ↑  Pressemitteilung der Ruhr-Universität Bochum
5. ↑  Druckausgabe Die Zeit No. 23 vom 2. Juni 2022 Traueranzeige der Deutschen Shakespeare-Gesellschaft
6. ↑  Liste der Ehrenringträgerinnen und Ehrenringträger der Stadt Bochum

| Personendaten    | Personendaten     |
| ---------------- | ----------------- |
| NAME             | Suerbaum, Ulrich  |
| KURZBESCHREIBUNG | deutscher Anglist |
| GEBURTSDATUM     | 2. November 1926  |
| GEBURTSORT       | Osnabrück         |
| STERBEDATUM      | 18. Mai 2022      |
| STERBEORT        | Bochum            |